# Kyon (département)
Pour le village chef-lieu, voir Kyon.

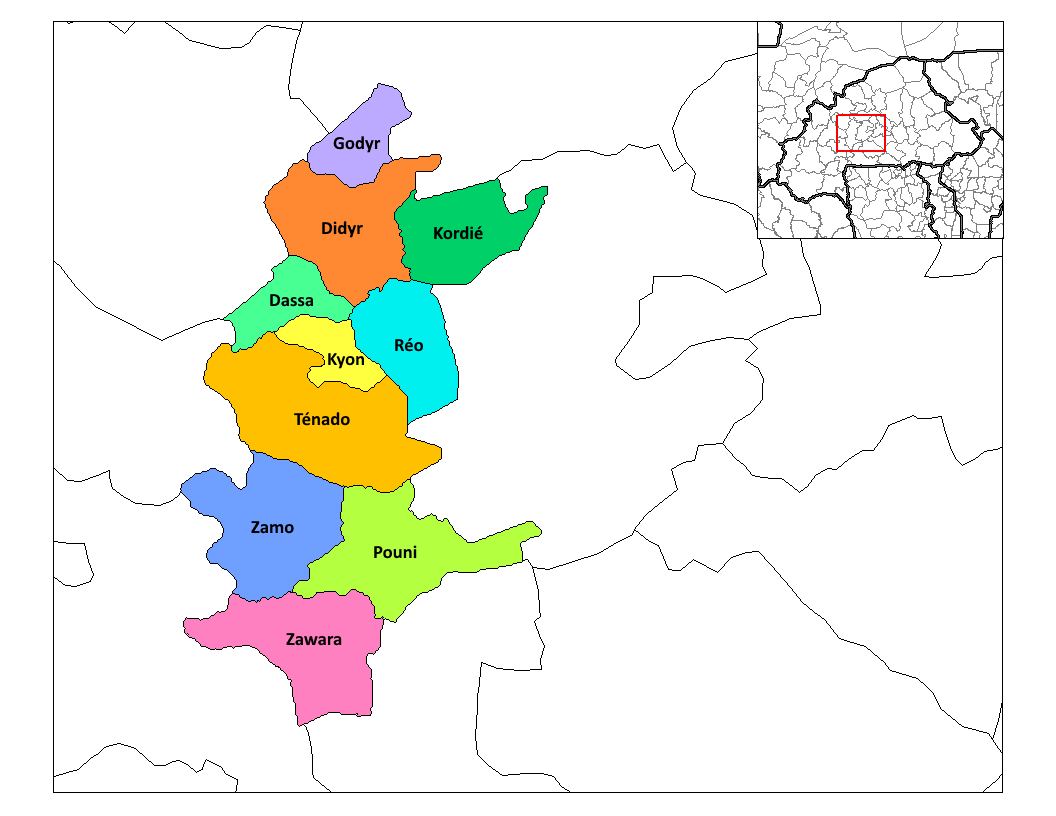
Localisation de la province de Sanguié

Kyon est un département du Burkina Faso située dans la province de Sanguié et dans la région Centre-Ouest.
En 2006 le dernier recensement comptabilise 20 400 habitants

## Villages
Initialement constitué de quatorze villages, le département se compose de cinq communes rurales :
- Essapoun
- Kyon (chef-lieu)
- Nagarpoulou
- Pô
- Poa
- Zilivelé

## Actions de développement
En 2017,  le Groupement « Féminin BA SULI ZHELYI » met en œuvre, dans le cadre de l'initiative Objectif 2030, le projet "Développement d'une filière durable de karité dans la localité de Poa".